# Philippe Le Gall
Pour les articles homonymes, voir Le Gall.
Philippe Le Gall, né le 7 janvier 1951 à Saint-Pierre-de-Plesguen (Ille-et-Vilaine), à la Cantine du Rouvre, et mort le 12 novembre 2023 à son domicile, à Gwendol, commune de Plélauff, est un peintre français. 

## Biographie
Originaire de Haute-Bretagne, Philippe Le Gall, fait ses études à l'Académie des beaux-arts de Valenciennes (Flandres) et obtient son Certificat d'aptitude à une formation artistique supérieure en 1970. 
En 1971, il obtient le Diplôme national supérieur d’arts plastiques de Paris. Il revient ensuite en Bretagne, dans les débuts des années 1980, et fréquente les milieux bretonnants auprès d'Emile Le Scanff (Milig Ar Scanff) dit Glenmor et Xavier Grall.
Il tire l'inspiration de ses couleurs dans les variantes de la terre et du paysage breton.

## Expositions

### Depuis 1975
- Japon (durant  15 ans) : galerie « Art Brillant »
- France : galerie 75 ; Valenciennes, de 1979 à 1997
- Portugal : Lisbonne  en 1977 et 1978 ; musée d’art moderne
- États-Unis (Houston et Dallas) : galerie Morgan en 1983
- Avignon : galerie Le Mas de l’Enfant (patronage Canon) en 1986
- Paris : Espace Canon, en 1986
- Bretagne, qui regroupe et complète ses différentes influences (retour en 1990) 
  - Combourg : galerie l’Atelier, de 1994 à 1996
  - Combourg : galerie Tournez la Page, de 1998 à 2006
  - Dinan : galerie Saint-Sauveur, en 2007 et 2012

### Estampes
- Paris, Atelier Champfleury
- Paris, Bibliothèque nationale de France